# Херман, Карл
Карл Херман (нем. Karl Hermann; 28 ноября 1885— 1 октября 1973) — немецкий политик. Почётный гражданин г. Айзенах.

## Биография

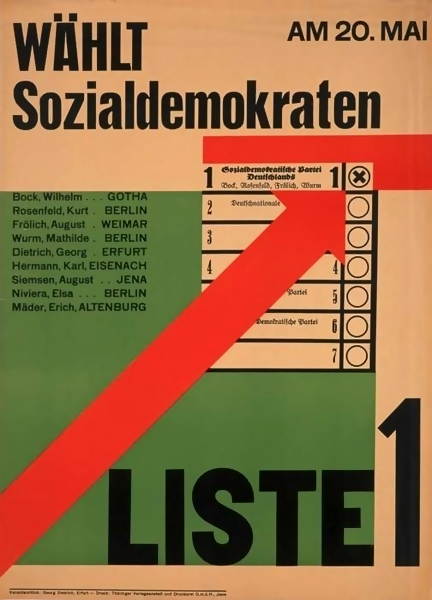
Агитационный плакат социал-демократов с фамилией К. Хермана на выборах 1928 г.

Сын садовника. Обучался в ремесленном училище в Айзенахе, по профессии каменщик. В 1911 году стал секретарем профсоюза, в 1912 году — управляющим директором Ассоциации строительных рабочих Айзенаха.
Участник Первой мировой войны. В 1915 призван в вермахт, в Галиции попал в русский плен.
Увлёкся социалистическими идеями. Стал одним из лидеров левых социал-демократов, которые основали в 1917 году Независимую социал-демократическую рабочую партию Германии.
После возвращения в 1918 году на родину был избран председателем Совета рабочих и солдатских депутатов Айзенаха.
В 1919—1920 был депутатом государственного парламента Свобо́дного госуда́рства Саксо́ния-Веймар от Айзенаха. После создания Свободного Государства Тюрингия (1920—1934), с 1920 по 1933 г. — депутат парламента и министр внутренних дел (с 1921 по 1924). В этом качестве он был в числе авторов создания первой конституции Тюрингии.
С 1926 по 1933 работал в качестве управляющего директора государственной строительной компании в центральной Германии. С 1928 по 1930 год — депутат парламента Германии.
Член Социал-демократической партии Германии.
Его политические идеалы сделали Хермана естественным противником нацистов.
После прихода к власти Гитлера в 1933, его члена антифашистского сопротивления, несколько раз арестовывали, он сидел в тюрьмах. Узник концентрационного лагеря Равенсбрюк. В 1944 переведен в концлагерь Заксенхаузен. Во время эвакуации лагеря в апреле 1945 года на марше смерти ему удалось бежать.
С 1945 по 1946 год был бургомистром г. Айзенаха, через год перешёл на работу в Министерство внутренних дел Тюрингии, в 1946—1950 — депутат Тюрингского ландтага, председатель правовой и конституционной комиссий. Член СЕПГ.
В 1946—1948 — руководитель Государственного строительного управления, в 1948—1951 был бургомистром г. Мюльхаузен (Тюрингия).
После продолжительной болезни подал в отставку.
Умер в 1973 году в Айзенахе.

## Награды и отличия
- Орден «За заслуги перед Отечеством» (ГДР) трёх степеней
- Почётный гражданин г. Айзенах
- Именем Карла Хермана была названа улица в Вута-Фарнрода.